# Fajoles
Fajoles (okzitanisch Fajòlas) ist ein südfranzösischer Ort und eine Gemeinde (commune) mit 313 Einwohnern (Stand 1. Januar 2022) im Département Lot im Norden der Region Okzitanien.

## Lage
Der Ort Fajoles liegt etwa zwei Kilometer von dem Nordufer des Flusses Lot entfernt in einer Höhe von ca. 175 Metern ü. d. M. in der alten Kulturlandschaft des Quercy etwa 56 Kilometer (Fahrtstrecke) nördlich von Cahors. Der mittelalterliche Pilgerort Rocamadour befindet sich etwa 30 Kilometer östlich; der ehemals bedeutende Ort Souillac mit seiner außergewöhnlichen Abteikirche liegt etwa 17 Kilometer nordöstlich.

## Bevölkerungsentwicklung
| Jahr      | 1962 | 1968 | 1975 | 1982 | 1990 | 1999 | 2006 | 2018 |
| Einwohner | 255  | 262  | 253  | 243  | 220  | 211  | 270  | 294  |

Im 19. Jahrhundert hatte der Ort meist zwischen 550 und 680 Einwohner. Infolge der Reblauskrise im Weinbau und der Mechanisierung der Landwirtschaft ging die Einwohnerzahl seitdem kontinuierlich bis auf die Tiefststände in den 1980er und 1990er Jahren zurück.

## Wirtschaft
Im Quercy wurde die Landwirtschaft, zu der bis ins 19. Jahrhundert hinein auch der Weinbau gehörte, jahrhundertelang in erster Linie zur Selbstversorgung betrieben. Nach der Reblauskrise in der zweiten Hälfte des 19. Jahrhunderts wurde der Weinbau in der Region vorübergehend gänzlich aufgegeben, doch mittlerweile werden wieder Rot-, Rosé und Weißweine produziert, die über die Appellationen Comté Tolosan und Côtes du Lot vermarktet werden. Auch der Tourismus in Form der Vermietung von Ferienwohnungen (gîtes) ist für das Wirtschaftsleben von Bedeutung.

## Geschichte
Forschern zufolge lebten in einer Höhle auf dem Gemeindegebiet über längere Zeiträume Neandertaler und Cro-Magnon-Menschen zusammen. An anderer Stelle wurde eine Vielzahl antik-römischer Keramikscherben gefunden. Im Hochmittelalter entstand eine romanische Pfarrkirche.

## Sehenswürdigkeiten
Die Pfarrkirche Notre-Dame-de-l’Assomption ist ein kompakter, aber durchaus repräsentativer einschiffiger Bau des 12. Jahrhunderts in Form eines lateinischen Kreuzes. Der querrechteckige und nahezu fensterlose Vierungsturm überragt auch das Querschiff; unterschiedliches Steinmaterial sowie Mauerfugen bzw. -risse deuten auf eine spätere Erweiterung eines quadratischen Vierungsturms zu einem Wehrturm und Rückzugsort für die Dorfbevölkerung hin. Die aus exakt behauenen Steinen gemauerte Apsis wird durch Strebepfeiler stabilisiert und gegliedert; unterhalb ihrer Dachtraufe verläuft einen Konsolenfries, über dem ein umlaufender Zahnschnittfries erscheint. Die Kirche hat zwei romanische Portale – ein spätromanisches mit gotisch angespitzten Archivoltenbögen und äußerst ‚primitiven‘ romanischen Kapitellen am südlichen Querhausarm und ein weiteres in der Südwand des Langhauses, welches etwa 25 Zentimeter aus der Wandflucht hervortritt; das ehemalige Westportal wurde größtenteils vermauert. Der Kirchenbau ist seit dem Jahr 1978 als Monument historique anerkannt.
Ferner befindet sich im Ort das Archäologiemuseum „Maison du Piage“.

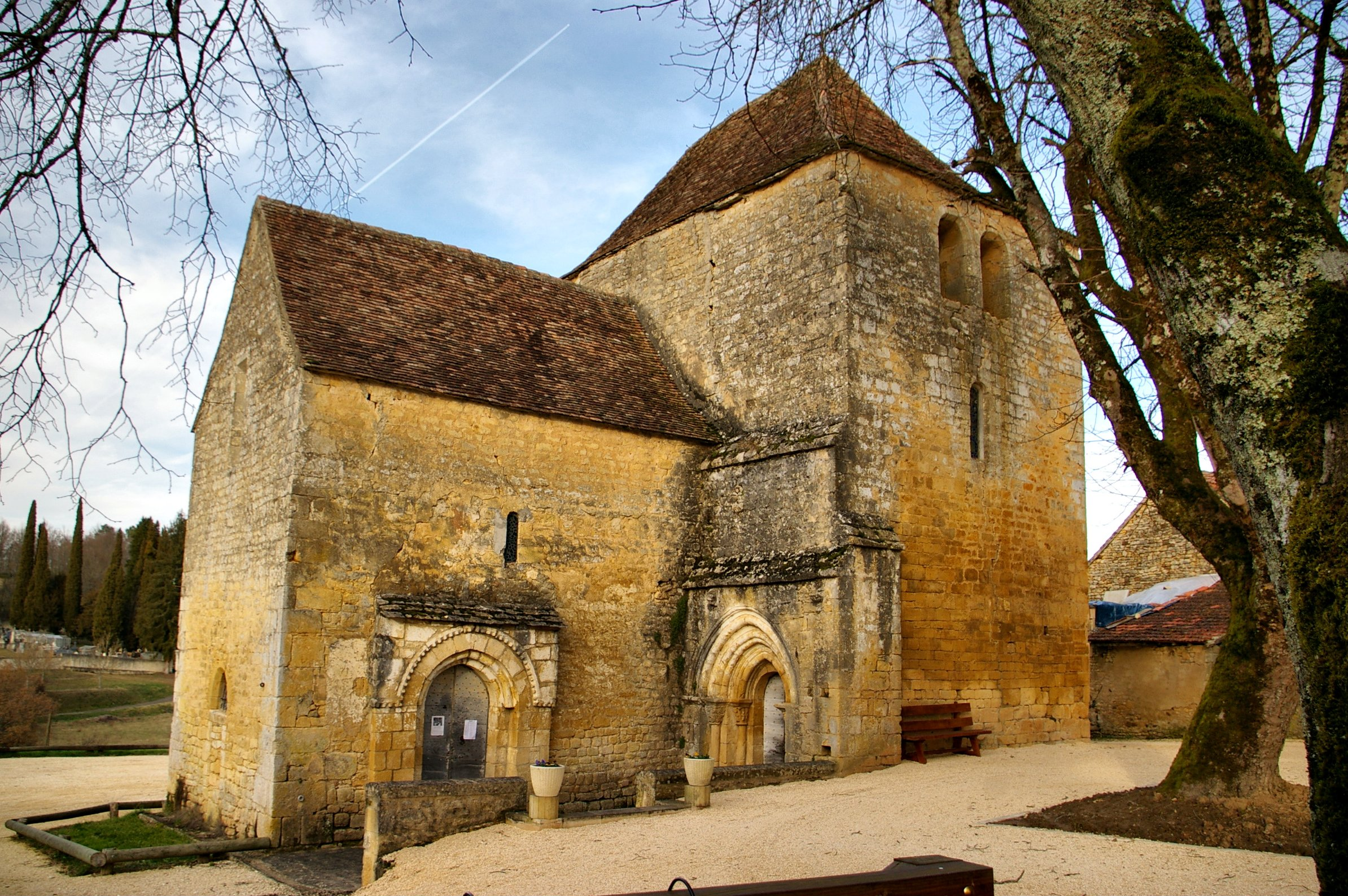
Kirche Notre-Dame-de-l’Assomption
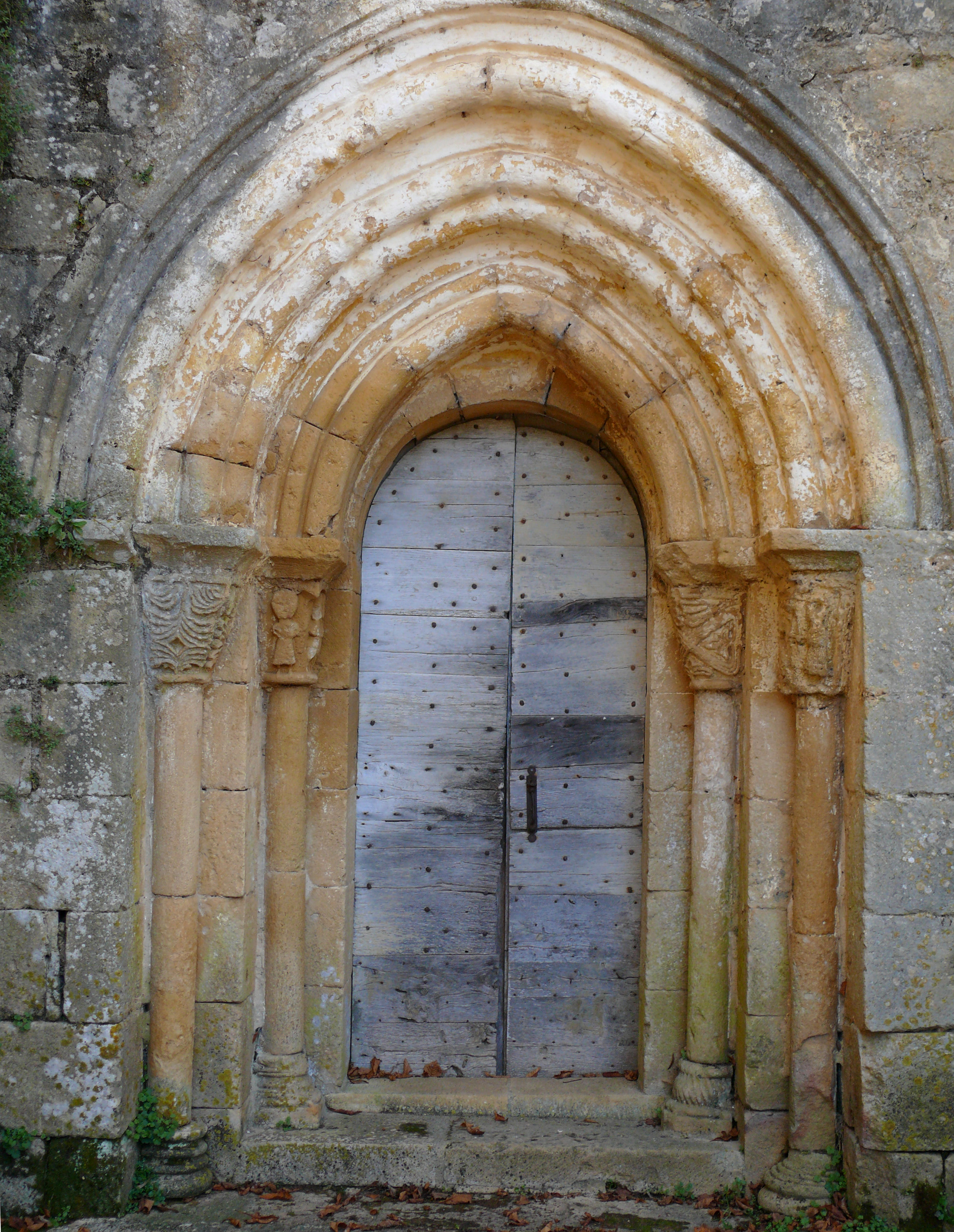
Église Saint-Hilarion, Portal am Südquerhaus